# 774
سنة 774 م كانت سنة بسيطة تبدأ يوم السبت (الرابط يظهر نموذج التقويم الكامل للسنة) من التقويم اليولياني. بدأت تسمية السنة ب774 منذ العصور الوسطى المبكرة، عندما أصبح تقويم أنو دوميني هو الأسلوب السائد في أوروبا لتسمية السنوات.

## أحداث
- يونيو: نهاية حصار بافيا والذي بدأ في سبتمبر 773.

## مواليد
- أبو عبيد القاسم بن سلام عالم لغة وفقيه ومحدث وإمام من أئمة الجرح والتعديل عاش في القرنين الثاني والثالث الهجريين
- عيسى بن زيد الشهيد

## وفيات
- الأوزاعي